# Liste der Baudenkmäler in Birgland
Auf dieser Seite sind die Baudenkmäler in der Oberpfälzer Gemeinde Birgland zusammengestellt. Diese Tabelle ist eine Teilliste der Liste der Baudenkmäler in Bayern. Grundlage ist die Bayerische Denkmalliste, die auf Basis des Bayerischen Denkmalschutzgesetzes vom 1. Oktober 1973 erstmals erstellt wurde und seither durch das Bayerische Landesamt für Denkmalpflege geführt wird. Die folgenden Angaben ersetzen nicht die rechtsverbindliche Auskunft der Denkmalschutzbehörde.
 Die Liste gibt den Fortschreibungsstand vom 3. Juli 2018 wieder und umfasst 27 Baudenkmäler.

## Baudenkmäler nach Gemeindeteilen

### Aicha
| Lage                | Objekt                                 | Beschreibung                                                                                        | Akten-Nr.             | Bild |
| ------------------- | -------------------------------------- | --------------------------------------------------------------------------------------------------- | --------------------- | ---- |
| Aicha 10 (Standort) | Wohnteil eines ehemaligen Bauernhauses | Eingeschossiger Schopfwalmdachbau mit Fachwerkgiebel, 18. Jahrhundert.                              | D-3-71-116-1 Wikidata | BW   |
| Aicha 14 (Standort) | Stadel                                 | Eingeschossiger, verputzter Massivbau mit Steildach und zwei Rundbogentoren, Mitte 19. Jahrhundert. | D-3-71-116-2 Wikidata | BW   |

### Baumgarten
| Lage                                   | Objekt   | Beschreibung                                                            | Akten-Nr.             | Bild |
| -------------------------------------- | -------- | ----------------------------------------------------------------------- | --------------------- | ---- |
| In Baumgarten; Baumgarten 1 (Standort) | Backofen | Verputzter Massivbau mit Satteldach, wohl erste Hälfte 19. Jahrhundert. | D-3-71-116-3 Wikidata | BW   |

### Burkartshof
| Lage                     | Objekt             | Beschreibung                                                                  | Akten-Nr.             | Bild |
| ------------------------ | ------------------ | ----------------------------------------------------------------------------- | --------------------- | ---- |
| Burkartshof 2 (Standort) | Zugehöriger Stadel | Eingeschossiger, verputzter Bruchsteinbau mit Steildach, 17./18. Jahrhundert. | D-3-71-116-5 Wikidata | BW   |

### Frechetsfeld
| Lage                      | Objekt       | Beschreibung                                                                              | Akten-Nr.             | Bild |
| ------------------------- | ------------ | ----------------------------------------------------------------------------------------- | --------------------- | ---- |
| Frechetsfeld 4 (Standort) | Wohnstallbau | Satteldachbau, 1903. Nicht nachqualifiziert, im Bayerischen Denkmal-Atlas nicht kartiert. | D-3-71-116-7 Wikidata | BW   |

### Fürnried
| Lage                           | Objekt                       | Beschreibung | Akten-Nr.              | Bild           |
| ------------------------------ | ---------------------------- | --- | ---------------------- | -------------- |
| Dorfstraße 16 (Standort)       | Simultankirche St. Willibald | Verputzter Massivbau mit Walmdach, schwach eingezogenem, dreiseitig geschlossenem Chor und Turm mit Spitzhelm, von Franz Ignaz Himbsel, 1794–97; mit Ausstattung; Friedhofsmauer mit Korbbogenportal und Pfeilgittertor, wohl Ende 19. Jahrhundert.                | D-3-71-116-8 Wikidata  | weitere Bilder |
| Dorfstraße 25 (Standort)       | Ehemaliges Bauernhaus        | Wohnstallbau, eingeschossiger, verputzter Massivbau mit Satteldach und Putzbänderung, im Dachwerk bezeichnet mit „1863“. | D-3-71-116-38 Wikidata | BW             |
| Pfarrgasse 1 (Standort)        | Pfarrhaus                    | Zweigeschossiger Massivbau mit steilem Walmdach, Putzbänderung und geohrten Faschen, 18./19. Jahrhundert. | D-3-71-116-9 Wikidata  | weitere Bilder |
| Wurmrauscher Straße (Standort) | Bauernhof                    | Bauernhaus, Wohnstallbau, eingeschossiger, verputzter Bruchsteinbau mit Steildach, verputztem Fachwerkgiebel und teils gekehlten Laibungen, 1836; Stadel, eingeschossiger Bruchsteinbau mit einseitig halb abgewalmtem Steildach und Fachwerkgiebel, gleichzeitig. | D-3-71-116-11 Wikidata | BW             |

### Hainfeld
| Lage                               | Objekt                  | Beschreibung | Akten-Nr.              | Bild |
| ---------------------------------- | ----------------------- | --- | ---------------------- | ---- |
| Hainfeld 2; in Hainfeld (Standort) | Bauernhaus              | Wohnstallbau, eingeschossiger, verputzter Massivbau mit Satteldach und teils gekehlten Laibungen, Mitte 19. Jahrhundert; Stadel, eingeschossiger Fachwerkbau mit Satteldach, 19. Jahrhundert; Backofen, kleiner, verputzter Massivbau mit Satteldach, Mitte 19. Jahrhundert. | D-3-71-116-14 Wikidata | BW   |
| Hainfeld 3; in Hainfeld (Standort) | Ehemaliges Austragshaus | Wohnstallbau, eingeschossiger Putzbau mit Steildach, Fachwerkgiebel und Stichbogenlaibungen, 1870; Stadel, eingeschossiger Fachwerkbau mit Steildach, gleichzeitig. | D-3-71-116-13 Wikidata | BW   |

### Kutschendorf
| Lage                 | Objekt                              | Beschreibung | Akten-Nr.     | Bild |
| -------------------- | ----------------------------------- | --- | ------------- | ---- |
| Beselberg (Standort) | Zwei Sperrmittelhäuser am Beselberg | Munitionsbunker AS-9511 und AS9512 zur Lagerung von Sprengmitteln für den Verteidigungsfall, 1970, seit 1993 aufgelassen. | D-3-71-116-39 | BW   |

### Leinhof
| Lage                 | Objekt                              | Beschreibung                                                                                                   | Akten-Nr.              | Bild           |
| -------------------- | ----------------------------------- | --- | ---------------------- | -------------- |
| Leinhof 1 (Standort) | Katholische Filialkirche Herz Mariä | Saalbau, Steinquaderbau mit Satteldach, Apsis, Turm mit Zeltdach und Rundbogenfenstern, 1925; mit Ausstattung. | D-3-71-116-16 Wikidata | weitere Bilder |

### Lichtenegg
| Lage                     | Objekt                          | Beschreibung | Akten-Nr.     | Bild           |
| ------------------------ | ------------------------------- | --- | ------------- | -------------- |
| In Lichtenegg (Standort) | Ruine der ehemaligen Reichsburg | Höhenburg, erhaltene Teilstücke des dreigeschossigen Palas, des Bergfrieds und der Ringmauer, im Kern wohl frühes 13. Jahrhunderts, Um-, Wiederaufbau und Erweiterung 1562 und nach 1576, in Teilen rekonstruiert. | D-3-71-116-17 | weitere Bilder |

### Matzenhof
| Lage                   | Objekt       | Beschreibung | Akten-Nr.              | Bild |
| ---------------------- | ------------ | --- | ---------------------- | ---- |
| Matzenhof 4 (Standort) | Stadel       | Eingeschossiger Fachwerkbau mit Steildach, Mitte 19. Jahrhundert.                                               | D-3-71-116-18 Wikidata | BW   |
| Matzenhof 7 (Standort) | Hopfenstadel | Eingeschossiger Fachwerkbau über massivem Sockel, mit Steildach und Hopfengaube, zweite Hälfte 19. Jahrhundert. | D-3-71-116-19 Wikidata | BW   |

### Ödhaag
| Lage                | Objekt     | Beschreibung | Akten-Nr.              | Bild |
| ------------------- | ---------- | --- | ---------------------- | ---- |
| Ödhaag 2 (Standort) | Bauernhaus | Wohnstallbau mit Zwerchgiebel und Fachwerk, 18./19. Jahrhundert. Nicht nachqualifiziert, im Bayerischen Denkmal-Atlas nicht kartiert. | D-3-71-116-21 Wikidata | BW   |

### Poppberg
| Lage                  | Objekt                         | Beschreibung | Akten-Nr.              | Bild           |
| --------------------- | ------------------------------ | --- | ---------------------- | -------------- |
| Poppberg (Standort)   | Ruine der ehemaligen Adelsburg | Höhenburg, erhaltene Teilstücke des Palas über rechteckigem Grundriss, des Wehrturmes und der Ringmauer, wohl 13. Jahrhundert. | D-3-71-116-23 Wikidata | weitere Bilder |
| Poppberg 9 (Standort) | Stadel                         | Eingeschossiger Fachwerkbau mit Satteldach, Ende 19. Jahrhundert.                                                              | D-3-71-116-24 Wikidata | BW             |

### Schwend
| Lage                         | Objekt               | Beschreibung | Akten-Nr.              | Bild |
| ---------------------------- | -------------------- | --- | ---------------------- | ---- |
| Hauptstraße 15 (Standort)    | Bauernhaus           | Wohnstallbau, zweigeschossiger Massivbau mit Steildach und Putzbänderung, am Giebel bezeichnet mit „1728“. | D-3-71-116-30 Wikidata | BW   |
| Zum Birgl 2, 4; 6 (Standort) | Ehemaliger Bauernhof | Bauernhaus, Wohnstallbau, zweigeschossiger Massivbau mit Steildach, Fachwerkgiebel und teils mit Putzbänderung, 18./19. Jahrhundert, mit älterem Kern; Stadel, eingeschossiger, verbretterter Ständerbau mit Steildach, teilweise Bruchsteinmauerwerk, bezeichnet mit „1797“. | D-3-71-116-29 Wikidata | BW   |

### Tannlohe
| Lage                  | Objekt           | Beschreibung                                | Akten-Nr.              | Bild |
| --------------------- | ---------------- | ------------------------------------------- | ---------------------- | ---- |
| Tannlohe 1 (Standort) | Inschriftentafel | Emailliert, nach 1861; an einem Steinblock. | D-3-71-116-33 Wikidata | BW   |

### Wolfertsfeld
| Lage                      | Objekt                | Beschreibung | Akten-Nr.              | Bild |
| ------------------------- | --------------------- | --- | ---------------------- | ---- |
| Wolfertsfeld 3 (Standort) | Ehemaliges Bauernhaus | Wohnstallbau, eingeschossiger Putzbau mit Satteldach und Fachwerkgiebel, bezeichnet mit „1799“. | D-3-71-116-34 Wikidata | BW   |
| Wolfertsfeld 4 (Standort) | Bauernhof             | Bauernhaus, Wohnstallbau, eingeschossiger Steildachbau mit Fachwerkgiebel und teils gekehlten Stichbogenlaibungen, erste Hälfte 19. Jahrhundert; Stadel, eingeschossiger Steildachbau mit Fachwerkgiebel und Stichbogenlaibungen, wohl gleichzeitig. | D-3-71-116-35 Wikidata | BW   |
| Wolfertsfeld 6 (Standort) | Bauernhaus            | Wohnstallbau, eingeschossiger Bruchsteinbau mit Satteldach und in Teilen erhaltener einfacher Putzgliederung, bezeichnet mit „1871“, im Kern älter.                                                                                                  | D-3-71-116-36 Wikidata | BW   |

### Wurmrausch
| Lage                    | Objekt     | Beschreibung | Akten-Nr.              | Bild |
| ----------------------- | ---------- | --- | ---------------------- | ---- |
| Wurmrausch 4 (Standort) | Bauernhaus | Wohnstallbau, eingeschossiger Putzbau mit Satteldach, Mauergiebel bezeichnet mit „1738“, im Kern älter, Verlängerung um Scheunenteil mit Fachwerkgiebel Mitte 19. Jahrhundert. | D-3-71-116-37 Wikidata | BW   |

## Ehemalige Baudenkmäler
In diesem Abschnitt sind Objekte aufgeführt, die früher einmal in der Denkmalliste eingetragen waren, jetzt aber nicht mehr. Objekte, die in anderem Zusammenhang also z. B. als Teil eines Baudenkmals weiter eingetragen sind, sollen hier nicht aufgeführt werden. Aktennummern in diesem Abschnitt sind ehemalige, jetzt nicht mehr gültige Aktennummern.

| Lage                            | Objekt                  | Beschreibung                                        | Akten-Nr.              | Bild           |
| ------------------------------- | ----------------------- | --------------------------------------------------- | ---------------------- | -------------- |
| Ödhaag Ödhaag 1 (Standort)      | Bauernhaus              | Wohnstallbau mit Zwerchgiebel, 18./19. Jahrhundert. | D-3-71-116-20 Wikidata | BW             |
| Poppberg Poppberg 16 (Standort) | Alte Kirchenausstattung | In der evangelisch-lutherischen Kirche von 1950.    | D-3-71-116-22 Wikidata | weitere Bilder |

## Abgegangene Baudenkmäler
In diesem Abschnitt sind Objekte aufgeführt, die früher einmal in der Denkmalliste eingetragen waren, jetzt aber nicht mehr existieren, z. B. weil sie abgebrochen wurden. Aktennummern in diesem Abschnitt sind ehemalige, jetzt nicht mehr gültige Aktennummern.

| Lage                             | Objekt                | Beschreibung | Akten-Nr.              | Bild |
| -------------------------------- | --------------------- | --- | ---------------------- | ---- |
| Schwend Hauptstraße 1 (Standort) | Ehemaliges Hirtenhaus | Eingeschossiger Bruchsteinbau mit Satteldach und Fachwerkgiebel, erste Hälfte 18. Jahrhundert. Nach langjährigem Verfall um 2015 abgerissen. | D-3-71-116-28 Wikidata | BW   |